# Sachatamia
Sachatamia (лат.) — род бесхвостых земноводных из семейства стеклянных лягушек, обитающих в Новом Свете. Родовое название образовано от слов языка кечуа «sacha» — «лес» и «tamia» — «дождь», со ссылкой на среду обитания представителей данного рода во влажных тропических лесах.

## Описание
Характеризуются наличием плечевых шпор у взрослых самцов некоторых видов и дольчатой печени, покрытой прозрачной брюшиной, зелёными костями и полупрозрачным пищеварительным трактом. Между третьим и четвертым пальцами имеется умеренная перепонка.

## Размножение
Это яйцекладущие земноводные. Самки откладывают пигментированные яйца на листьях или камнях.

## Распространение
Ареал охватывает Центральную Америку (Гондурас, Никарагуа, Коста-Рика, Панама) и север Южной Америки (Колумбия и северо-западный Эквадор) на высотах ниже 1500 м над уровнем моря.

## Классификация
На февраль 2023 года в род включают 5 видов:
- Sachatamia albomaculata (Taylor, 1949) — Белопятнистая стеклянная лягушка
- Sachatamia electrops Rada at al., 2017
- Sachatamia ilex (Savage, 1967) — Желтоногая стеклянная лягушка
- Sachatamia orejuela (Duellman and Burrowes, 1989)
- Sachatamia punctulata (Ruiz-Carranza and Lynch, 1995)

## Галерея

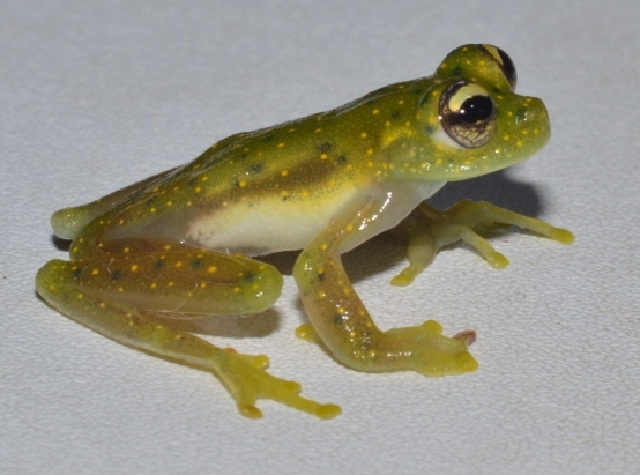
Sachatamia electrops
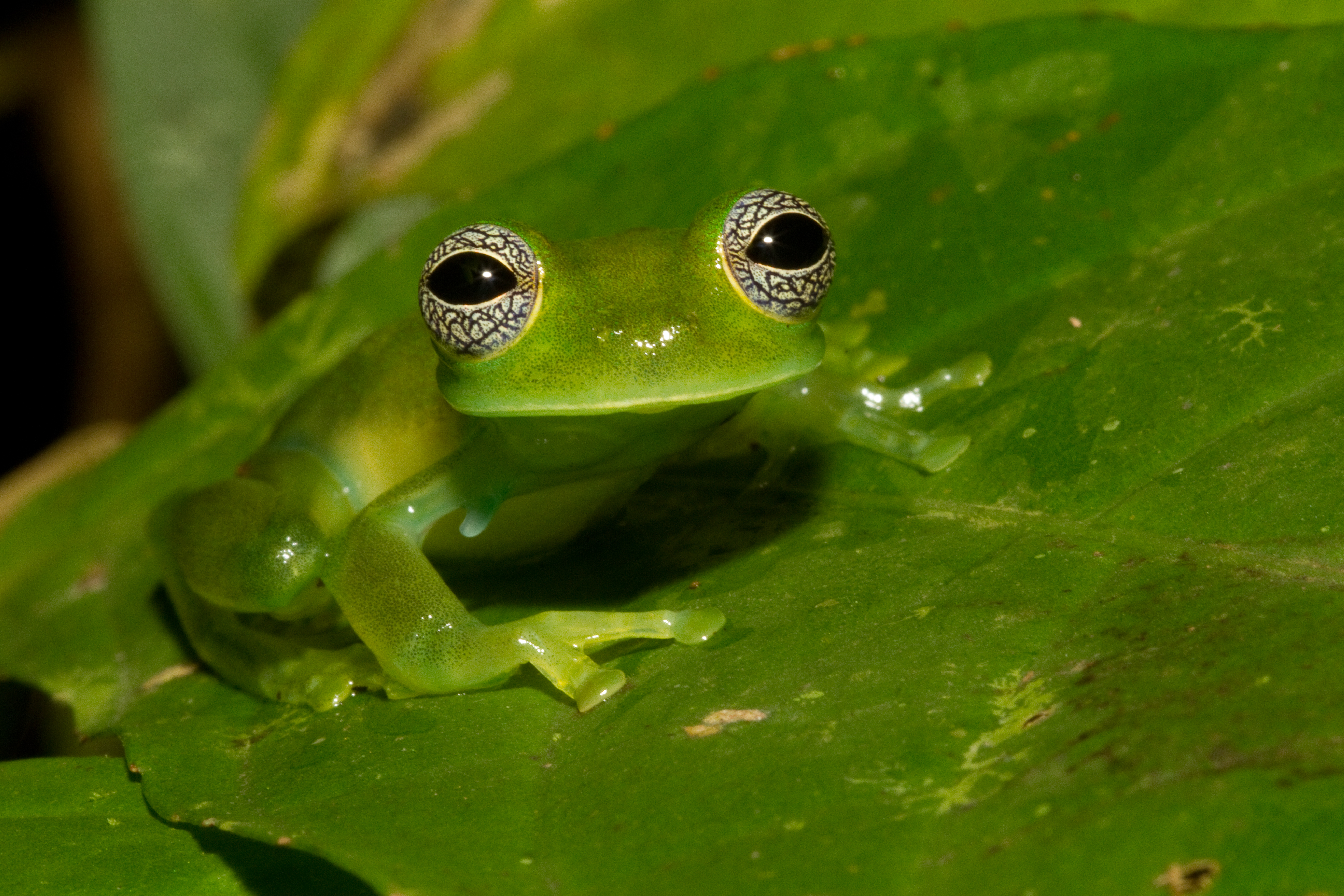
Желтоногая стеклянная лягушка
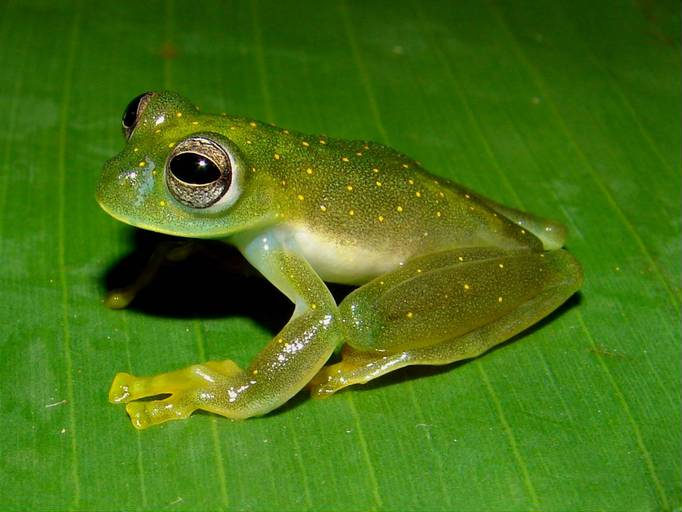
Sachatamia punctulata